# Вилхелм Млади (Брауншвайг-Люнебург)
Вилхелм Млади фон Брауншвайг-Люнебург (на немски: Wilhelm der Jüngere von Braunschweig-Lüneburg; * 4 юли 1535, † 20 август 1592) от род Велфи, е херцог на Брауншвайг и Люнебург и от 1559 до 1569 г. заедно с брат му Хайнрих и от 1569 г. сам княз на Люнебург.

## Живот
Той е четвъртият син на княз Ернст I (1497 – 1546) и София фон Мекленбург-Шверин (1508 – 1541), дъщеря на херцог Хайнрих V от Мекленбург (1479 – 1552) и първата му съпруга Урсула фон Бранденбург (1488 – 1510).
На 12 октомври 1561 г. Вилхелм Млади се жени за принцеса Доротея Датска (* 29 юни 1546, † 6 януари 1617), дъщеря на крал Кристиан III от Дания и Доротея фон Саксония-Лауенбург (1511 – 1571).
От есента на 1577 г. Вилхелм е психически болен и през 1587 г. е поставен в арест в стаята си на резиденцията му в Целе. Понеже синовете му са малолетни, управлението на Княжество Люнебург е поето от градски съветници. Зет му маркграф Георг Фридрих фон Бранденбург е поставен за регент. Фактически управлението води съпругата му Доротея.
Вилхелм Млади е погребан в княжеската гробница в църквата „Св. Мария“ в Целе. Последван е чрез жребий от сина му Георг.

## Деца
Вилхелм Млади и Доротея Датска имат децата:
- София (1563 – 1639) ∞ от 1579 за Георг Фридрих I фон Бранденбург-Ансбах
- Ернст (1564 – 1611)
- Елизабет (1565 – 1621) ∞ граф Фридрих фон Хоенлое-Лангенбург (1553 – 1590)
- Христиан (1566 – 1633), епископ на Минден
- Август Стари (1568 – 1636), епископ на Ратцебург
- Доротея (1570 – 1649) ∞ Карл пфалцграф фон Биркенфелд (1560 – 1600)
- Клара (1571 – 1658) ∞ от 7 март 1593 за граф Вилхелм фон Шварцбург-Франкенхаузен
- Анне Урсула (1572 – 1601)
- Маргарета (1573 – 1643) ∞ от 16 септември 1599 Йохан Казимир фон Саксония-Кобург
- Фридрих IV (1574 – 1648)
- Мария (1575 – 1610)
- Магнус (1577 – 1632)
- Георг фон Каленберг (1582 – 1641), прародител на днешната линия
- Йохан (1583 – 1628)
- Сибила (1584 – 1652) ∞ Юлиус Ернст фон Брауншвайг-Даненберг (1571 – 1636)